# Heines tangare
De Heines tangare (Stilpnia heinei synoniem: Tangara heinei) is een zangvogel uit de familie Thraupidae (tangaren). 

## Verspreiding en leefgebied
Deze soort komt voor in de bergen van noordelijk Colombia tot noordelijk Venezuela en noordelijk Ecuador.